# Banaanstekker

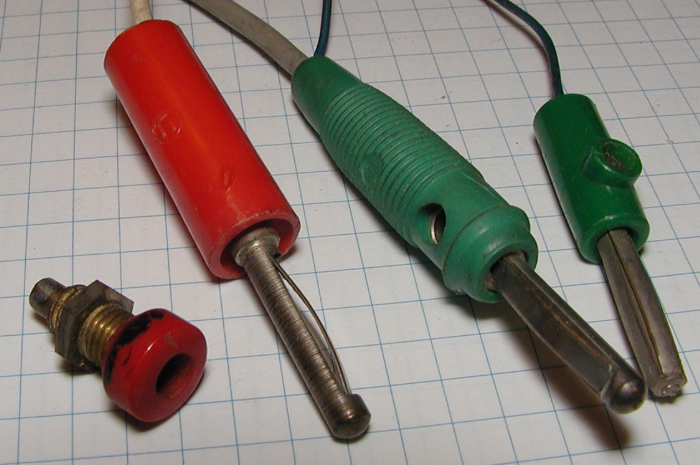
Verschillende modellen banaanstekkers, met links een geïsoleerd contact.

Een banaanstekker is een connector voor enkeldraadse verbindingen. De stekker is van metaal en heeft in de lengterichting een of meer veren, die enigszins naar buiten bollen. Bij het steken in het bijbehorende contact drukken deze enigszins in, en zit de stekker voldoende stevig vast in het contact. Omdat de bolle veer enigszins aan een banaan doet denken wordt de stekker een banaanstekker genoemd. 
Eenvoudige banaanstekkers worden gebruikt voor tijdelijke opstellingen, bijv. in laboratoria. Geïsoleerde uitvoeringen zijn standaard voor het aansluiten van duurdere audio-apparatuur, met name speakers: antenne, aarde, grammofoon, koptelefoon en luidsprekers. 
Banaanstekkers zijn niet kinderveilig, want ze passen ook probleemloos in een wandcontactdoos. 